# Light Cycle
La Light Cycle, anche detta Moto-ciclo, è una motocicletta immaginaria del franchise di fantascienza Tron. È presente nei due film a tecnica mista Tron (1982) e Tron: Legacy (2010), nella serie televisiva animata Tron -  La serie (Tron: Uprising, 2012-2013), oltre che in videogiochi, fumetti, merchandising e altro. Nel 2012 è stata realizzata inoltre una versione reale da Parker Brothers Concepts, autorizzata a correre su strada, della light cycle disegnata per Tron: Legacy. Disegnata inizialmente nel 1982 nella caratteristica forma chiusa, in colore giallo, rosso e azzurro, è stata in seguito aggiornata con nuovi design, in particolare per il film Tron:Legacy. La light cycle è considerata uno dei veicoli più iconici e caratteristici del mondo della fantascienza.

## Caratteristiche

Muri di luce creati dalle Light Cycle

Nella finzione, la light cycle viene sviluppata dal programmatore di computer Kevin Flynn nel 1982, per il gioco del Motolabirinto all'interno della Griglia Giochi (Game Grid).
Le Light Cycle hanno l'aspetto di grosse motociclette colorate e vengono solitamente usate in gare mortali dette  "motolabirinti", all'interno di una speciale area di gioco chiamata appunto "griglia di gioco" (il tutto è contestualizzato in un videogioco creato dal protagonista del film, il giovane informatico Kevin Flynn). Le gare sono letali, poiché le Light Cycle, al loro passaggio a velocità elevatissima, lasciano dietro di sé un muro di energia solido contro il quale è possibile (ed è facile) schiantarsi, similmente a quanto accade nel gioco Snake dei cellulari, con l'unica differenza che il muro non si sposta con il resto del corpo. L'unico modo per vincere a questa gara consiste nel far schiantare l'avversario contro queste pareti o i muri che delimitano la zona di gioco.
Le Light Cycle possono viaggiare anche fuori dalla griglia di gioco, dove si comportano come normali moto - hanno anche la retromarcia - con l'eccezione che non si riesce a parcheggiarle (per fermarsi e scendere ci si deve necessariamente schiantare).

## Versioni
Esistono almeno cinque differenti "generazioni" di Light Cycle.
- Light Cycle (1ª generazione): la prima e più celebre generazione di Light Cycle è quella apparsa nel film Tron del 1982. Disponibile in tre colori: giallo, rosso e arancione.
- Light Cycle 1.5: disegnata dall'artista Chris Glenn per il videogioco Tron: Evolution. È di colore nero e molto simile alla 1ª generazione.
- Light Cycle (2ª generazione): appare nel film Tron: Legacy, nella serie televisiva Tron - La serie, nei videogiochi Tron: Betrayal  e Tron: Evolution. La 2ª generazione di Light Cycle è presente nella residenza virtuale di Kevin Flynn e da lui utilizzata. È di colore bianco, simile alla versione 1.5.
- Light Cycle (3ª generazione): appare nel videogioco Tron: Evolution.
- Light Cycle (4ª generazione): appare nei videogiochi Tron: Betrayal  e Tron: Evolution.
- Light Cycle (5ª generazione): la 5ª generazione è la più versione più comune presente nel film Tron: Legacy.
- Light Cycle (Tron: Uprising): disegnata appositamente per la serie televisiva Tron - La serie è diversa da ogni altra Light Cycle precedente.
- Super Light Cycle: versione aggiornata della Light Cycle, appare nel videogioco Tron 2.0.

## Produzione
Per il film Tron: Legacy la light cycle è stata completamente ridisegnata da Daniel Simon, che ne ha prodotte due versioni, una "chiusa", bianca, che ricorda molto da vicino la versione originale del 1982, e una versione non coperta, interamente di colore nero con rifiniture neon.

## Filmografia

### Cinema
- Tron, regia di Steven Lisberger (1982)
- Tron: Legacy, regia di Joseph Kosinski (2010)

### Televisione
- Tron -  La serie (Tron: Uprising) - serie animata (2012-2013)

### Videogiochi
- Tron (1982)
- Armagetron Advanced (2001)
- Tron 2.0 (2003), dove hanno un ruolo chiave del videogioco.[5]
- Tron: Evolution (2010)
- Tron Evolution: Battle Grids (2010)
- Tron: Betrayal
- GLTron
- Tron RUN/r (2016)

## Merchandising
- Nel 1982, con l'uscita del film, la Tomy ha prodotto del merchandising connesso al film, tra cui, al fianco delle action figure dei personaggi che vivono nella "realtà virtuale",[6] una versione giocattolo con carica a molla della light cycle, in plastica, in versione rossa e gialla.[7]
- Nel 2002 la Neca ha realizzato una riproduzione delle due light cycle realizzate nel 1982 dalla Tomy nella versione rossa e gialla, con l'aggiunta di una versione azzurra.[8]
- Nel 2010 per il film Tron: Legacy, la Spin Master, con licenza Disney ha realizzato, oltre alle varie action figure dei personaggi del film,[9] varie versioni dei mezzi che appaiono nel film in metallo, compresa una versione di tutte le light cycle: la versione bianca di Kevin Flynn,[10] la versione nera con finiture bianche di Sam Flynn[11] e quella nera con finiture gialle di Clu[12].
- Nel 2012 della light cycle del film Tron: Legacy, disegnata da Daniel Simon, è stata realizzata una replica reale, autorizzata a circolare su strada, da Parker Brothers Concepts.[2][3] La moto monta un motore Suzuki 996cc a quattro tempi.[2][3] Ne è seguita anche una versione elettrica, conosciuta con il nome di Xenon, disponibile in due versioni, e successivamente, sempre proseguendo la linea di produzione della moto con motore elettrico, la compagnia ha continuato a produrre light cycle con il nome NeuTron.[2][3] La replica è stata inizialmente messa in vendita a $ 55 000,[2][3] mentre nel 2015 un esemplare è stato venduto a un'asta della RM Auction a $ 77.000.[12]

## Citazioni e omaggi
- Hanno fatto una breve apparizione in una puntata de I Griffin, in uno dei famosi flashback della famiglia, nell'episodio My fair Eliza, dove in questo caso Peter Griffin si ricorda di una gara con questi mezzi contro un suo vecchio compagno di liceo.
- Nel videogioco Kingdom Hearts II è presente una versione modificata della light cycle.
- Delle moto simili alla light cycle sono state aggiunte nel videogioco Grand Theft Auto V con il nome di Nagasaki Shotaro. È stata aggiunta anche una modalità multigiocatore in cui queste moto generano muri di luce solidi come quelli generati dalla light cycle.
- Nel 2014 la Lotus ha realizzato in edizione limitata una vera motocicletta ispirata alle light cycle di Tron.[13][14][15]